# NGC 844
NGC 844 je galaksija u zviježđu Kit.

## Vanjske poveznice
- SEDS: NGC 844